# Wilburton
Wilburton é uma cidade localizada no estado norte-americano de Oklahoma, no Condado de Latimer.

## Demografia
Segundo o censo norte-americano de 2000, a sua população era de 2972 habitantes.
Em 2006, foi estimada uma população de 2905, um decréscimo de 67 (-2.3%).

## Geografia
De acordo com o United States Census Bureau tem uma área de
7,7 km², dos quais 7,7 km² cobertos por terra e 0,0 km² cobertos por água.

## Localidades na vizinhança
O diagrama seguinte representa as localidades num raio de 28 km ao redor de Wilburton.